# منتخب زامبيا لاتحاد الرغبي
منتخب زامبيا الوطني لاتحاد الرغبي (بالإنجليزية: Zambia national rugby union team)‏ هو ممثل زامبيا الرسمي في المنافسات الدولية في اتحاد الرغبي .